# كفر محمد الشناوي
قرية كفر محمدالشناوى هي إحدى القرى التابعة لمركز السنبلاوين في محافظة الدقهلية في جمهورية مصر العربية. حسب إحصاءات سنة 2006، بلغ إجمالي السكان في كفر محمدالشناوى 741 نسمة، منهم 387 رجل و354 امرأة.